# 143 Адрија
143 Адрија (енгл. 143 Adria) је астероид главног астероидног појаса са пречником од приближно 89,93 km.
Афел астероида је на удаљености од 2,956 астрономских јединица (АЈ) од Сунца, а перихел на 2,568 АЈ.
Ексцентрицитет орбите износи 0,070, инклинација (нагиб) орбите у односу на раван еклиптике 11,471 степени, а орбитални период износи 1677,264 дана (4,592 године).
Апсолутна магнитуда астероида је 9,12 а геометријски албедо 0,049.
Астероид је откривен 23. фебруара 1875. године.